# 알긴산
알긴산(Alginic acid)은 갈조류 세포벽의 다당류 산이다.
알긴산은 미역·다시마·켈프 등 갈조식물의 세포벽에 함유되어 있는 산으로 정제품은 하얀 가루 상태이다. 알긴산은 용도의 범위가 아주 넓다. 직물을 염색할 때 풀로 사용하고, 아이스크림·잼·마요네즈·마가린 등에 점성도를 증가시키기 위하여 쓰이며, 또 로션·크림·알약의 재료, 종이 제조에도 쓰인다.

## 안정
일반적으로 지속적으로 열을 가하면 구조가 불안정해지거나 파괴되는 것으로 알려져 있다.

## 알긴산나트륨
알긴산염(alginic酸鹽)은 다시마, 미역 따위의 해초류로부터 추출된 다당류로 각종 유제품의 안정제로 이용한다. 또한 분자 요리학 등에서는 물의 끓는점을 높여주는 것으로 알려져 있다. 

## 같이 보기
- 히알루론산
- 우무